# Reutow
Reutow (russisch Реутов) ist eine an Moskau angrenzende Stadt mit 87.314 Einwohnern (Stand 14. Oktober 2010) in der Oblast Moskau, Russland.

## Lage
Reutow liegt 12 km östlich des Moskauer Stadtzentrums. Unmittelbar westlich von Reutow verläuft der Moskauer Autobahnring MKAD, der in diesem Bereich die Stadtgrenze zu Moskau bildet, im Osten schließt sich die Großstadt Balaschicha an. Weitere nahe gelegene Städte sind unter anderem Schelesnodoroschny (9 km östlich von Reutow), Ljuberzy (11 km südlich) und Kotelniki (12 km östlich).

## Geschichte

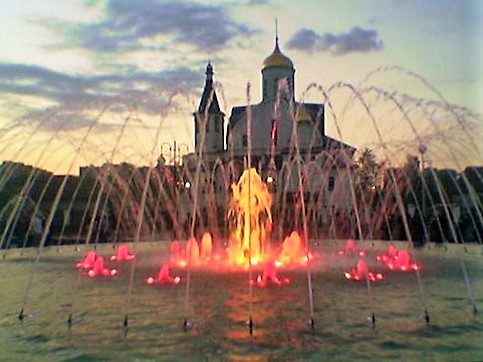
Ein Springbrunnen in Reutow

Der Ort wurde, zunächst als Dorf Reutowo, im Jahr 1573 erstmals schriftlich erwähnt. Die Ortsbezeichnung könnte laut einigen Vermutungen von den als reut bezeichneten Glockentürmen abstammen, von denen aus Moskau einst vor herannahenden Angreifern aus östlicher Richtung mit Glockenläuten gewarnt wurde.
Im 17. und 18. Jahrhundert gehörte das Dorf den Fürstenfamilien Turenin, Dolgorukow und Maslow und war im Wesentlichen von der Landwirtschaft geprägt. Anfang des 19. Jahrhunderts ging der Ort an den Offizier Andrei Pochwistnew, der dort 1824 eine Textilfabrik bauen ließ. Hierdurch entwickelte sich Reutowo ab den 1820er-Jahren zu einem Industrieort, der in den 1840er-Jahren um eine Ziegelei des Moskauer Kaufmanns Sergei Masurin sowie um Arbeiterviertel erweitert wurde. 1913 entstand in Reutowo eine Eisenbahnstation an der Strecke von Moskau nach Nischni Nowgorod. 1928 wurde Reutowo zu einer Arbeitersiedlung und 1940 zur Stadt Reutow erklärt.
In der zweiten Hälfte des 20. Jahrhunderts entstanden in Reutow weitere Industriebetriebe und Forschungseinrichtungen, unter anderem im Bereich des Maschinenbaus. 2003 erhielt Reutow als wichtiger russischer Forschungs- und Entwicklungsstandort den Status einer Naukograd, wörtlich „Wissenschaftsstadt“.

### Bevölkerungsentwicklung
| Jahr | Einwohner |
| ---- | --------- |
| 1926 | 6.500     |
| 1939 | 14.768    |
| 1959 | 24.268    |
| 1970 | 50.150    |
| 1979 | 60.306    |
| 1989 | 68.326    |
| 2002 | 76.805    |
| 2010 | 87.314    |

Anmerkung: Volkszählungsdaten (1926 gerundet)

## Religion
In Reutow gibt es sechs russisch-orthodoxe Kirchen und eine Synagoge.

## Wirtschaft und Verkehr
Der Ort ist heute eine bedeutende Industriestadt und eine der Satellitenstädte Moskaus. Neben der seit dem 19. Jahrhundert bestehenden Textilindustrie wird das wirtschaftliche Leben der Stadt vor allem vom Maschinenbau geprägt – der wichtigste Betrieb auf diesem Gebiet ist das Luft- und Raumfahrtunternehmen NPO Maschinostrojenija.
Reutow hat einen Eisenbahnanschluss mit dem Bahnhof Reutowo an der Hauptstrecke Moskau – Nischni Nowgorod, von der hier eine Nebenstrecke nach Balaschicha abzweigt.

## Städtepartnerschaften
- Mansfield, Großbritannien
- Njaswisch, Belarus

## Söhne und Töchter der Stadt
- Pawel Syssojew (1901–1981), General
- Anatoli Baschaschkin (1924–2002), Fußballspieler
- Alexei Papin (* 1987), Kickboxer und Profiboxer
- Juri Borissow (* 1992), Schauspieler
- Daniil Kulikow (* 1998), Fußballspieler
- Marija Sotskowa (* 2000), Eiskunstläuferin